# Kweden
Kweden is een bestuurslaag in het regentschap Nganjuk van de provincie Oost-Java, Indonesië. Kweden telt 1327 inwoners (volkstelling 2010).